# Sierra Palmitera
Sierra Palmitera es un macizo montañoso de la Serranía de Ronda, en la provincia de Málaga, en Andalucía, España. Está situada en los términos municipales de Benahavís e Igualeja, y se la considera una estribación menor del macizo de Sierra Bermeja. 
Está rodeada por los cauces de los ríos Guadalmina y Guadaiza y alcanza los 1.474 m s. n. m. en el pico de Encinetas. Otras cumbres importantes son: Cerro de las Trincheruelas, de 1.409 m s. n. m., y Alto Castillejo de los Negros, de 1.378 m s. n. m.